# Spaldington
Spaldington är en ort och civil parish i Storbritannien.   Den ligger i kommunen East Riding of Yorkshire och riksdelen England, i den centrala delen av landet, 260 km norr om huvudstaden London. Spaldington ligger 8 meter över havet och antalet invånare är 185.
Terrängen runt Spaldington är mycket platt. Runt Spaldington är det ganska tätbefolkat, med 139 invånare per kvadratkilometer. Närmaste större samhälle är Goole, 10,1 km söder om Spaldington. Trakten runt Spaldington består till största delen av jordbruksmark.